# Barrio los Amigos
Barrio los Amigos är en ort i Mexiko.   Den ligger i kommunen Francisco I. Madero och delstaten Hidalgo, i den sydöstra delen av landet, 90 km norr om huvudstaden Mexico City. Barrio los Amigos ligger 2 013 meter över havet och antalet invånare är 218.
Terrängen runt Barrio los Amigos är kuperad åt sydväst, men åt nordost är den platt. Runt Barrio los Amigos är det ganska glesbefolkat, med 34 invånare per kvadratkilometer. Närmaste större samhälle är San Salvador, 6,3 km norr om Barrio los Amigos. Omgivningarna runt Barrio los Amigos är i huvudsak ett öppet busklandskap.